# Guerra polacco-ottomana (1633-1634)
La guerra polacca-ottomana fu combattuta tra il 1633 e il 1634, questo conflitto vide affrontarsi la confederazione Polacco-Lituana, contro l'Impero ottomano, sotto la guida del sultano Murad IV (1623-1640), e i suoi stati vassalli.

## Premesse
Mehmed Abazy era un ambizioso governatore della provincia ottomana della Sylistria (Silistra, oggi in Bulgaria), tale alta carica testimonia le grandi abilità, la decisione e l'ambizione di questo ex schiavo. Nel 1632, dopo la morte del re polacco Sigismondo III Vasa, la Moscovia ruppe un armistizio precedentemente concordato ed entrò in guerra contro la confederazione (Guerra di Smolensk). Abazy mobilitò pertanto le sue truppe e chiamò alle armi moldavi, valacchi e i tatari nogai (dell'Orda Buják) come rinforzi. È verosimile che egli agisse senza che il sultano e il Gran Vizir ne fossero a conoscenza e, quindi, senza che essi gliene dessero il permesso, come costoro affermarono più tardi, non si può escludere che Abazy godesse del consenso (silente e segreto) del Sultano Murad IV, visto che usava come alleati vassalli dell'Impero Ottomano. L'Impero ottomano era pronto per una guerra contro la Persia e Abazy avrebbe potuto essere sconfessato qualora le cose si fossero volte al peggio, ma se gli avvenimenti si fossero svolti positivamente, se la confederazione avesse perso la guerra contro la Moscovia oppure se tale guerra si fosse prolungata, gli ottomani avrebbero potuto trarre grande vantaggio contro uno dei loro nemici più irriducibili.

## 1633

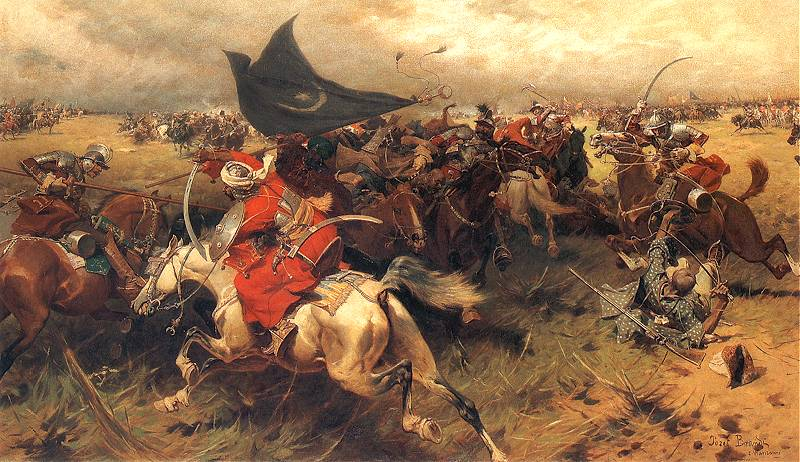
Scontro di cavalleria polacca contro quella ottomana - Józef Brandt

Il 29 giugno 1633 un possente gruppo tataro dell'Orda di Bujak (forte di circa 1000 uomini) razziò l'area della cittadina e della fortezza di Kam"janec'-Podil's'kyj. Costoro potrebbero essere stati inviati da Abazy come forza esploratrice, ma è più probabile che si muovessero di loro iniziativa e che avessero l'intenzione di saccheggiare per loro conto l'area, senza alcuna coscienza della guerra incombente, dal momento che i Tatari ottomani e la confederazione cosacca conducevano attività belliche semi-permanenti, con regolari incursioni e controffensive fin dalla metà del XVI secolo. Questa loro incursione fu abbastanza di breve durata e, dopo una giornata o due, i Tatari tornarono in Moldavia col loro bottino e il loro jasyr.
In quei frangenti il comandante della confederazione polacco-lituana, l'etmano Stanisław Koniecpolski si trovava a Bar e si mise immediatamente in marcia con 2000 cavalieri non appena la notizia dell'accaduto lo raggiunse. Koniecpolski attraversò il fiume Nistro (Dniestr in polacco) e non fece alcuna attenzione a non varcare il confine ottomano del territorio della Moldavia, che era stato pochi decenni prima il teatro delle operazioni della precedente guerra fra la federazione e gli Ottomani (la Guerra dei Magnati di Moldavia). I Tatari avevano probabilmente pensato di essere ormai salvi e rallentarono pertanto la loro marcia, permettendo così all'atamano di catturarli il 4 luglio presso Sasowy Róg, sul fiume Prut. Varie decine di Tatari furono uccisi e catturati, mentre il resto si disperse. Tra i prigionieri vi furono numerosi personaggi tatari d'alto rango ed il genero di Khan Temir (Khan Temir, Kantymir – capo dell'Orda di Budjak, ben noto e feroce capo tataro Nogai). Gran parte del bottino, tutti i prigionieri, bestiame e cavalli furono recuperati.
Koniecpolski, che aveva una rete di spie all'interno della regione e che era il maggior responsabile della politica estera della confederazione per questa regione, probabilmente capì a quel momento i piani di Abazy. Egli tornò sulla sponda sinistra del Nistro, avviò la costruzione di un campo fortificato presso Kam"janec'-Podil's'kyj (un'importante città e una possente fortezza della regione della Podolia) e chiese rinforzi per circa 3000 soldati regolari a sua disposizione. Giunsero all'incirca 8000 uomini fra Cosacchi e truppe private fornite dai signorotti locali.
Abazy si mise in marcia dalla sua provincia nella seconda metà di settembre con truppe ottomane, truppe vassalle e circa 5 000–10 000 Tatari, inclusa la maggior parte dell'Orda di Budjak, condotta da Kantymir. A metà ottobre era presso Hotin e venne a conoscenza dei preparativi di Koniecpolski. Abazy avviò negoziati, verosimilmente miranti a un'efficace contromanovra diplomatica nei confronti di Koniecpolski. È possibile che egli avesse avuto notizia della crescente insoddisfazione del Sultano e che avesse deciso perciò di accelerare i suoi piani. Abazy attraversò il Nistro intorno al 20 ottobre, Kantymir iniziò il suo attacco lo stesso giorno e lo proseguì il giorno seguente, il 22 ottobre Abazy attaccò con tutte le sue forze ma fu respinto con pesanti perdite e ordinò la ritirata. Non si sa se egli avesse ricevuto ordini in merito da Istanbul, se avesse pensato davvero di poter sconfiggere Koniecpolski o se avesse ricevuto notizie (false) circa il fatto che rinforzi di altri Cosacchi stavano raggiungendo le forze di Koniecpolski.

## 1634

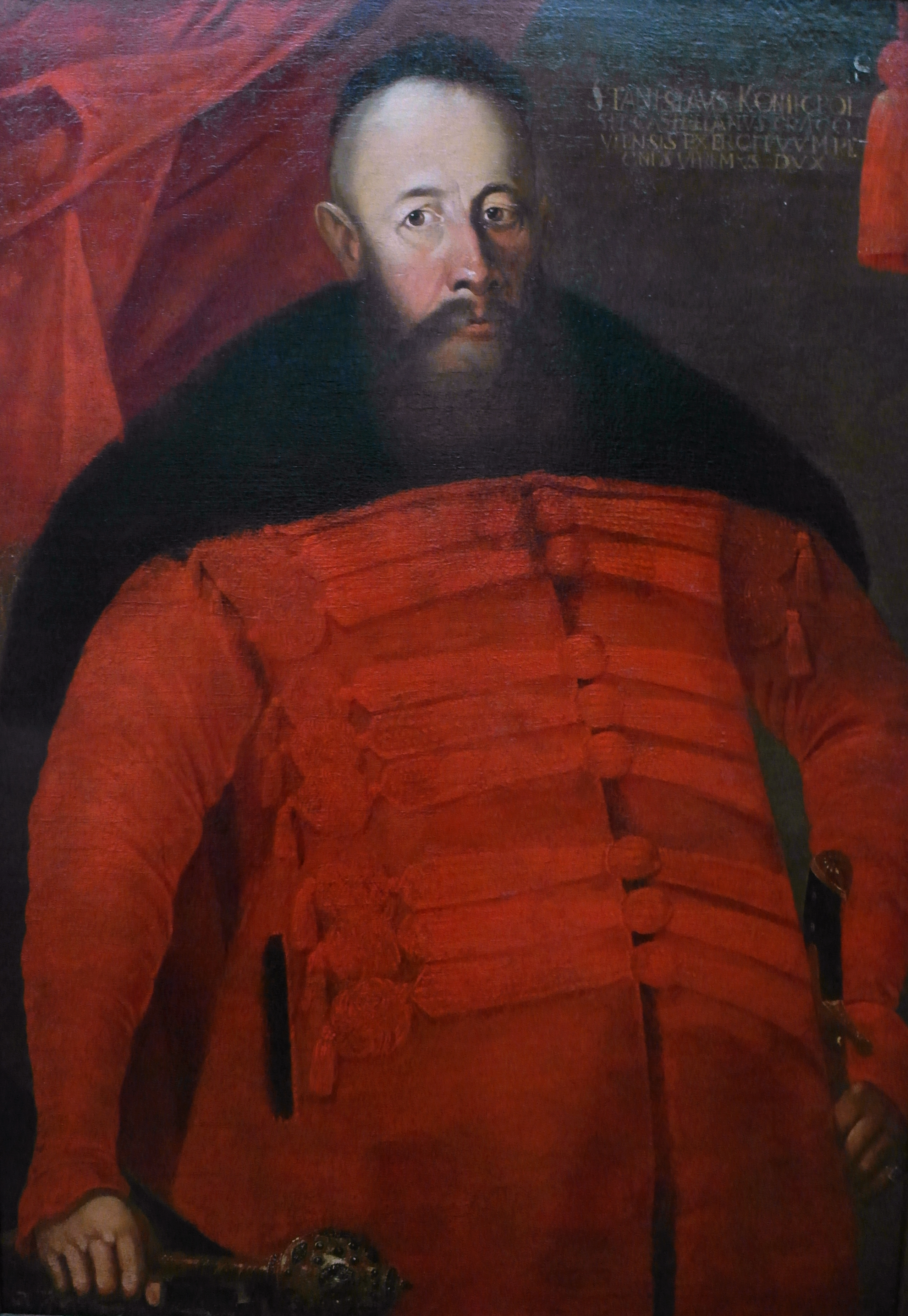
Il grande atamano Stanisław Koniecpolski

L'anno seguente una nuova guerra con l'Impero Ottomano era alle porte (secondo una fonte il sultano creò un immenso esercito, secondo altri era solo prossimo alla sua creazione). In ogni caso il sultano ebbe un ulteriore problema: il suo vassallo, il khan di Crimea Canibek II (Janibek), preferì attaccare la Moscovia. Le truppe moscovite stavano in quel momento combattendo con i polacchi, l'Ucraina polacca era sostenuta dai cosacchi e dalle truppe di Koniecpolski, ed anche i tatari si offrirono di attaccare la Moscovia in cambio di "regalie". Un'armata di circa 20 000 tatari attaccò la Moscovia nel 1632, probabilmente le forze si incrementarono nel 1633, e gli attacchi proseguirono fino al 1637. Nel giugno 1634 i tatari si trovarono nei dintorni di Kursk, ad Orël e a Mtsensk.
Un anno dopo attaccarono l'Orda Nogai e quella di Azov. Nel 1636 i tatari della Crimea portarono un altro attacco e la Grande Orda Nogai modificò la propria alleanza con la Crimea. La linea di difesa meridionale venne distrutta, lo stato venne spopolato (il numero di prigionieri venduti in Crimea viene stimato intorno alle 10 000 unità). Gli storici russi accusano i polacchi di aver coordinato i loro attacchi con i tatari.
Nel frattempo le vittorie confederate contro la Moscovia (gli uomini di Sztein capitolarono vicino a Smoleńsk nel febbraio 1634, permettendo il saccheggio dei territori moscoviti da parte di cosacchi, truppe confederate e tatari) obbligarono lo zar a scegliere di stipulare un trattato di pace col nuovo re polacco, Ladislao IV. Un nuovo Trattato di pace di Poljanovka (o Polanówko, chiamata pokój polanowski in polacco) venne firmato nel giugno 1634. I termini del precedente trattato vennero confermati e, in cambio di un'ingente somma di denaro, Ladislao rassegnò il titolo di zar. In seguito a questi fatti Ladislao, con una parte dei suoi uomini, si trasferì a sud, in Ucraina.
Nel settembre 1634 circa 29 000 soldati confederati si concentrarono nei pressi di Kam"janec'-Podil's'kyj. Si unirono agli uomini di Koniecpolski (6 500 uomini compresa la fanteria di Wybraniecka), a 5500 fanti e dragoni, che avevano seguito il re da Smolensk, alle truppe private di signorotti ed ai mercenari assoldati nelle province. Complessivamente l'armata polacca contava 12 180 cavalieri (inclusi 4 180 ussari), 7 500 fanti polacchi (costituiti in buona parte da truppe private), 5 500 fanti provenienti dai territori occidentali, 3 460 dragoni e 16 000 cosacchi Zaporoziani. La confederazione si stava preparando per la guerra, la campagna di Smoleńsk aveva dimostrato che il programma di riforma della fanteria polacca aveva avuto successo ed il progetto di riforma venne allargato anche all'artiglieria con la creazione di due nuove forge per cannoni e nuove truppe cosacche. L'intera situazione era cambiata drasticamente: invece di aprire un secondo fronte ed attaccare il ventre molle della confederazione, il sultano dovette confrontarsi con tutta la potenza di un re vittorioso. Al fine di spiegare i "fraintendimenti" degli anni precedenti, il sultano inviò il proprio portavoce Chavush Shahin Aga a Varsavia, incolpando Abazy e promettendo di punirlo. Abazy tentò di coprire il proprio fallimento facendo recapitare al sultano numerosi ricchi doni, ma venne invitato ad Istanbul e gli venne offerta la corda di seta (ovvero venne condannato a morte).
Il trattato di pace venne ampliato ed il sultano promise di spostare l'Orda di Bujak (ma non lo fece mai). Inoltre Abazy venne sostituito ed al nuovo governatore della Silistria venne dato ordine di essere accondiscendente. Nel 1635 Murad IV dichiarò guerra alla Persia, conquistò l'Azerbaigian, occupò Tabriz e prese Baghdad. Nel 1638 Murad IV guidò personalmente la campagna persiana contro gli altri sultani.